# Poecilognathus sulphurea
Poecilognathus sulphurea är en tvåvingeart som först beskrevs av Friedrich Hermann Loew 1863.  Poecilognathus sulphurea ingår i släktet Poecilognathus och familjen svävflugor. Inga underarter finns listade i Catalogue of Life.